# 프루티겐
프루티겐(독일어: Frutigen)은 스위스 베른주의 베른고원에 있는 시정촌이다. 프루티겐-니더지멘탈구의 수도이다.

## 역사
프루티겐 주변 지역은 아마도 청동기 시대 또는 로마 시대부터 정착되었을 것이다. 그것은 1234년에 Frutingen으로 처음 언급되었다.
중세 시대에는 현대 도시 경계에 3개의 성(할텐성, 텔렌부르크성 및 뷔르크성)이 있었다. 1260년까지 계곡 바닥에 흩어져 있던 농부들은 정치 및 사업 협회를 결성했다. 협회는 1263년에 자체 인장을 받았고 1340년에는 오버지멘탈에 있는 협회와 평화를 협상했다. 1391년에 프루티겐 마을은 마을의 법원을 열 수 있는 권리를 얻었다. 1400년에 확장된 도시 국가 베른계곡 전체를 합병했다. 그러나 협회는 베른이 양보할 수 있을 만큼 강력했다. 계곡 주민들은 지방 영주들에게 세금을 내거나 노동을 제공해야 하는 의무에서 해방되었고, 군인들은 자신들의 깃발 아래 행진했다. 계곡은 1854년까지 이러한 자유를 유지했다.
마을 교회인 성 퀴리누스 교회는 슈트레틀리거 연대기(Strättliger Chronicle)에서 툰 호수 주변의 12개 교회 중 하나로 1228년에 처음 언급되었다. 그러나 이 교회는 더 오래된 교회의 기초 위에 세워졌다. 가장 초기의 교회는 아마도 7세기나 8세기 무덤 위에 8세기나 9세기에 지어졌을 것이다. 원래의 교회는 11세기 또는 12세기에 교체되었다. 그 교회는 1421년에 재건되었다. 현재의 교회는 1727년 화재로 인한 1421년 교회의 폐허 위에 세워졌다. 1528년에 베른은 개신교 종교 개혁을 채택하고 그것을 광저우에 부과하기 시작했다. 프루티겐은 베른고원의 나머지 사람들과 마찬가지로 새로운 신앙에 저항했지만, 인터라켄 봉기가 진압된 후에 그것을 채택했다. 큰 교구프루티겐의 지역은 여러 번 분할되었지만, 여전히 라이헨바흐 시정촌의 일부인 슈반디 및 벵이 마을이 포함되어 있다. 로마 가톨릭 교구 교회는 1959년에 지어졌다. 가톨릭 프루티겐 교구는 중세 교구와 거의 같은 면적을 차지한다.
계곡은 항상 게미 및 뢰첸 고개를 통한 무역으로 이익을 얻었다. sust 또는 창고 및 산길 역은 16세기에 Kanderbrück에 지어졌지만, 비슷한 건물은 적어도 중세 시대부터 존재했다. 16세기 동안 지역 경제도 변화하기 시작했다. 다양한 작물을 기르는 대신 현지 농부들은 수출용 소 사육을 전문으로 하기 시작했다. 이제 마을은 스위스고원에서 곡물을 수입해야 했다. 1850년경에 레이스와 시계 공장이 계곡으로 이전하면서 경제가 다시 바뀌었다. 1850년에는 성냥개비 공장도 프루티겐에 문을 열었다.
1814년 툰과 프루티겐 사이의 첫 번째 우편 객차가 운행을 시작했다. 슈피츠 -프루티겐 철도가 1901년에 개통되었고, 1913년 베른-뢰치베르그-심플론 철도가 개통되었다. 1917년에 포스트오토가 프루티겐과 아델보덴 사이를 정기적으로 운행하기 시작했다. 철도와 개선된 도로 덕분에 지방 자치체에서 산업과 관광이 번성했다.

## 지리

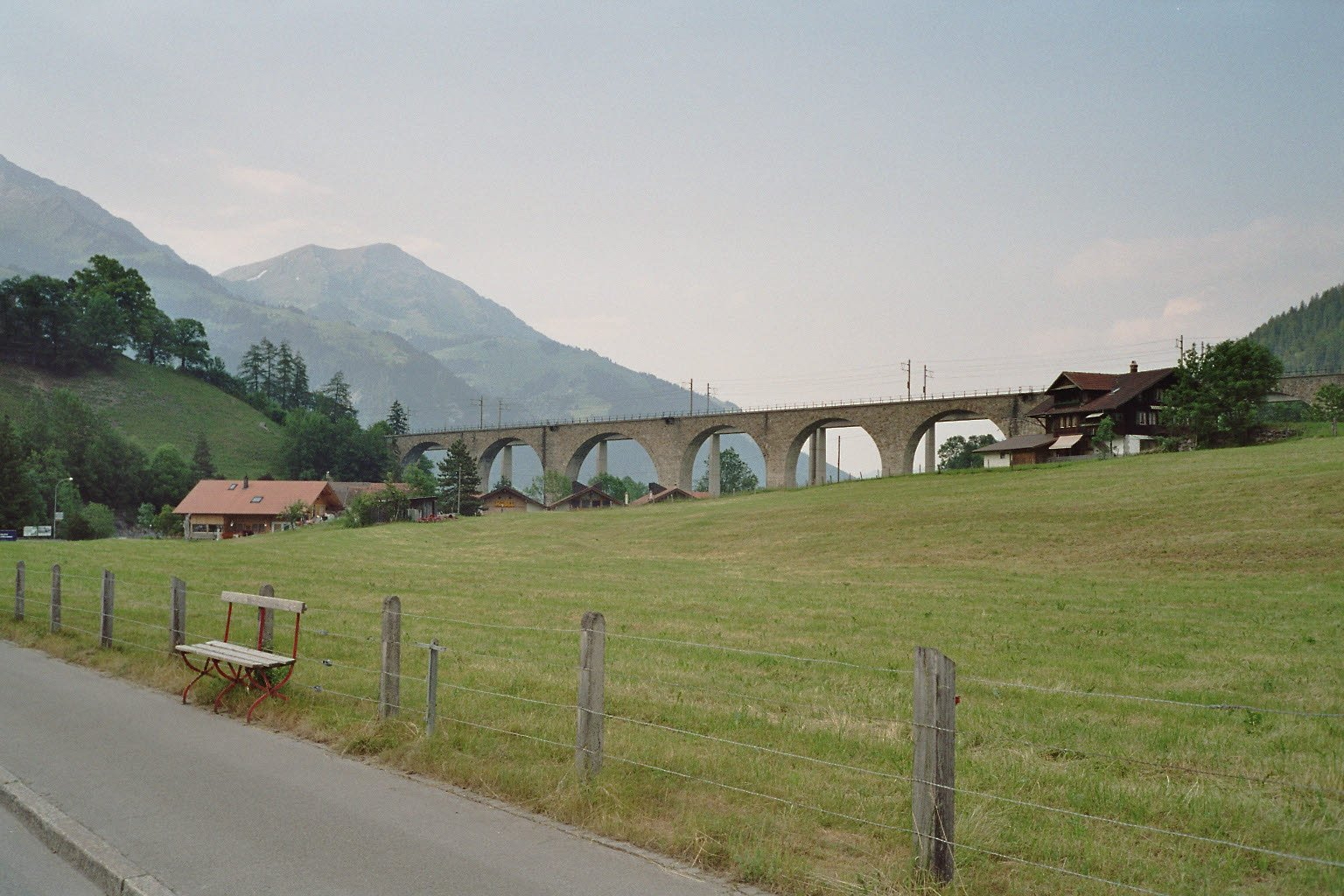
프루티겐의 뢰치베르크 철도의 교량

프루티겐의 면적은 72.28k㎡이다. 이 면적 중 38.4k㎡ (53.5%)가 농업 목적으로 사용되는 반면 19.06k㎡ (26.6%)는 삼림으로 사용된다. 나머지 토지 중 3.3k㎡ (4.6%)가 정착(건물 또는 도로), 0.86k㎡ (1.2%)가 강 또는 호수이며 10.16k㎡ (14.2%)는 비생산적인 토지이다.
건축면적 중 주택과 건물이 1.9%, 교통기반시설이 1.6%를 차지했다. 숲이 우거진 토지 중 전체 토지의 21.8%는 숲이 우거져 있고 3.3%는 과수원이나 작은 나무 군락으로 덮여 있다. 농경지 중 16.9%가 목초지이고, 36.5%가 고산 목초지로 사용된다. 시정촌의 모든 물은 흐르는 물이다. 비생산적인 지역 중 8.8%는 비생산적인 초목이고, 5.3%는 초목이 자라기에는 너무 암석이 많은 지역이다.
시정촌에는 니젠케테ㅌ와 게리호른 사이의 칸더 및 엥슈틀리겐 계곡의 일부가 포함된다. 여기에는 프루티겐, Kanderbrück, 하슬리, Innerschwandi, Ladholz, Oberfeld-Prasten, Reinisch 및 Winklen mit Weilern의 마을과 계곡 바닥에 있는 개별 농장과 해발 1,600m 높이의 산 면이 포함된다.
2009년 12월 31일에 시정촌의 이전 구역인 프루티겐구가 해산되었다. 다음 날 2010년 1월 1일에 새로 생성된 프루티겐-니더지멘탈에 합류했다.

### 기후
1981년과 2010년 사이에 프루티겐은 연간 평균 136.8일의 비 또는 눈이 내렸고 평균 강수량은 1,237mm였다. 가장 습한 달은 7월로 이 기간 동안 프루티겐은 평균 148mm의 비나 눈을 내렸다. 이달 동안 평균 13일 동안 강수량이 있었다. 강수량이 가장 많은 달은 6월로 평균 14.1일이었지만, 비나 눈은 138mm에 불과했다. 연중 가장 건조한 달은 2월로 9.4일 동안 평균 강수량이 79mm이다.

## 인구통계

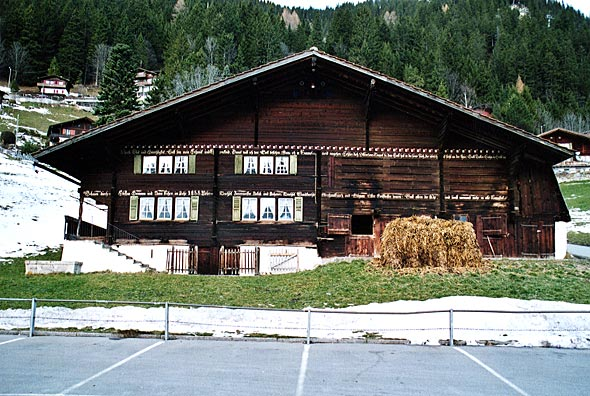
프루티겐의 아델바덴 계곡의 전통 농가

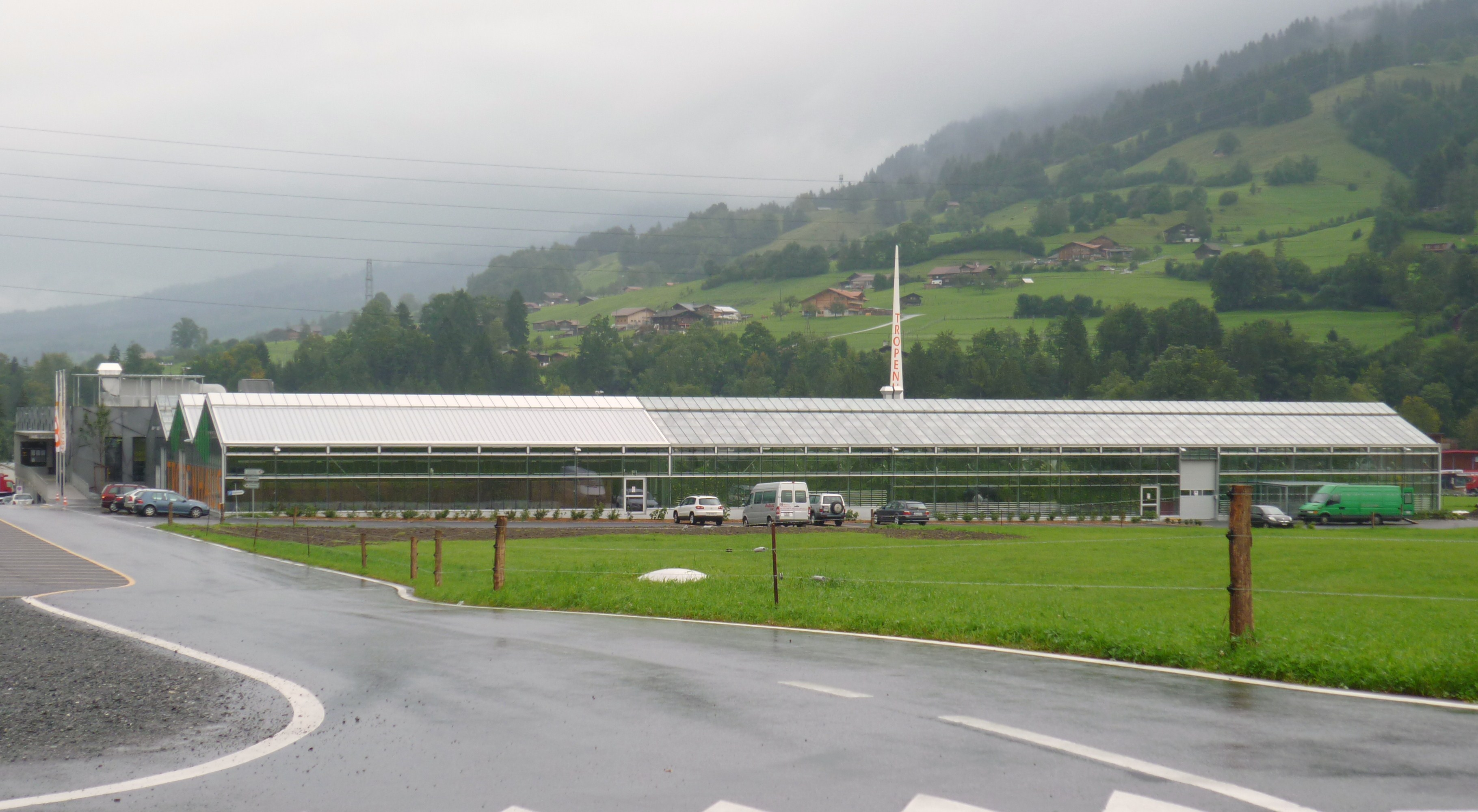
지열을 이용하는 프루티겐의 온실, 트로펜하우스 프루티겐

프루티겐의 인구(2020년 12월 기준)는 6,967명이다. 2010년 기준으로 인구의 6.2%가 거주하는 외국인이다. 지난 10년(2000-2010년) 동안 인구는 0%의 비율로 변화했다. 이민은 0.5%, 출생 및 사망은 1.1%를 차지했다.
2000년 기준, 대부분의 인구인 6,403명(96.1%)이 독일어를 모국어로 사용하고, 알바니아어가 63명(0.9%)으로 두 번째로 많이 사용되고, 프랑스어가 35명(0.5%)으로 세 번째로 사용된다. 이탈리아어를 할 줄 아는 23명과 로만슈어를 할 줄 아는 사람이 2명 있다.
2008년 기준으로 인구는 남성 48.0%, 여성 52.0%이다. 인구는 3,010명의 스위스 남성(인구의 44.8%)과 214명(3.2%)의 비스위스계 남성으로 구성되었다. 스위스 여성은 3,294명(49.0%), 비스위스계 여성은 200명(3.0%)이었다. 시정촌 인구 중 3,826명(약 57.4%)이 2000년에 프루티겐에서 태어나 그곳에서 살았다. 같은 주에서 태어난 1,620명(24.3%)이 있었고, 스위스 타지에서 태어난 532명(8.0%)이 있었다. 454명(6.8%)이 스위스 이외의 외국 지역에서 태어났다.
2010년 기준으로 아동·청소년(0~19세)이 23.8%, 성인(20~64세)이 59.2%, 노인(64세 이상)이 17%를 차지한다.
2000년 기준으로 시정촌에 미혼이거나 독신인 사람은 2,959명이다. 기혼자는 3,088명, 미망인은 436명, 이혼한 사람은 178명이었다.
2000년 현재 1인 가구는 756가구, 5인 이상 가구는 320가구이다. 2000년에는 총 2,432채(전체의 79.8%)가 상설 임대되었고, 474채(15.6%)는 계절적 임대, 140채(4.6%)는 비어 있었다. 2010년 기준 신규주택 건설률은 인구 1,000명당 2.1세대였다. 2011년 시정촌 공실률은 0.43%였다.
역사적 인구는 다음 차트에 나와 있다.

### 종교

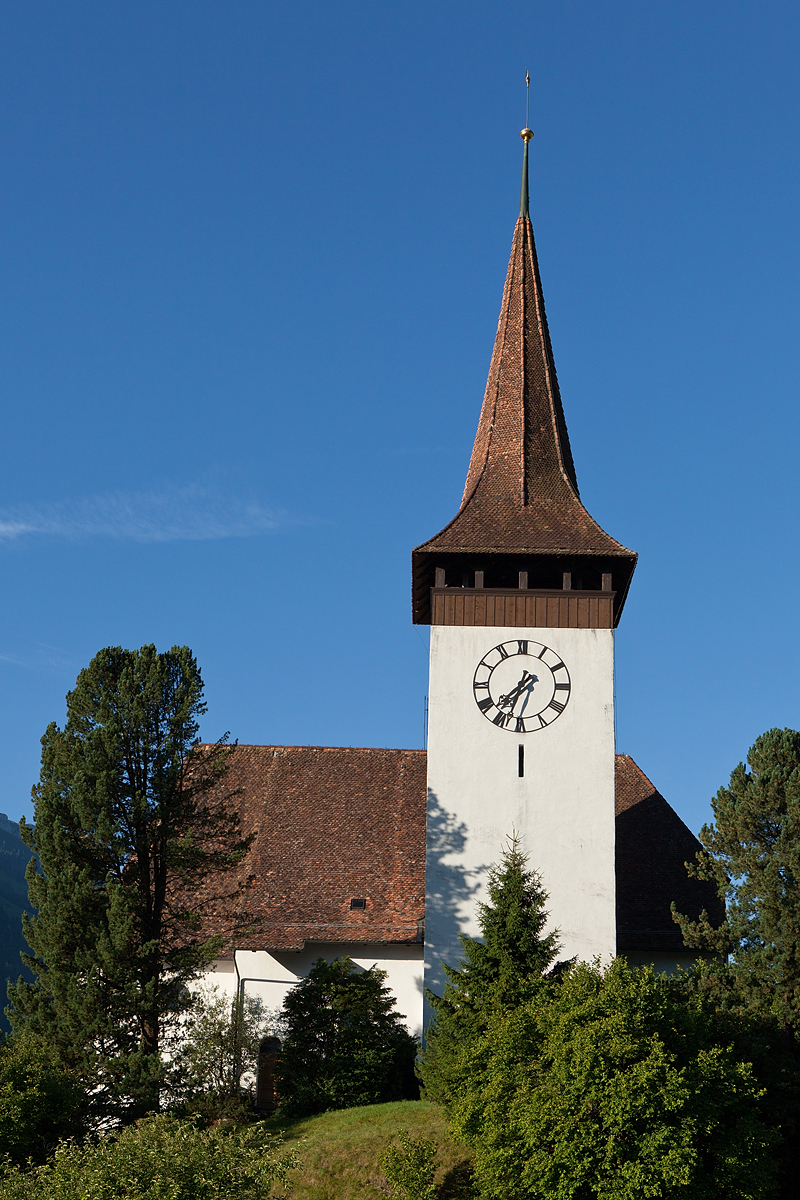
프루티겐 마을 개혁 교회

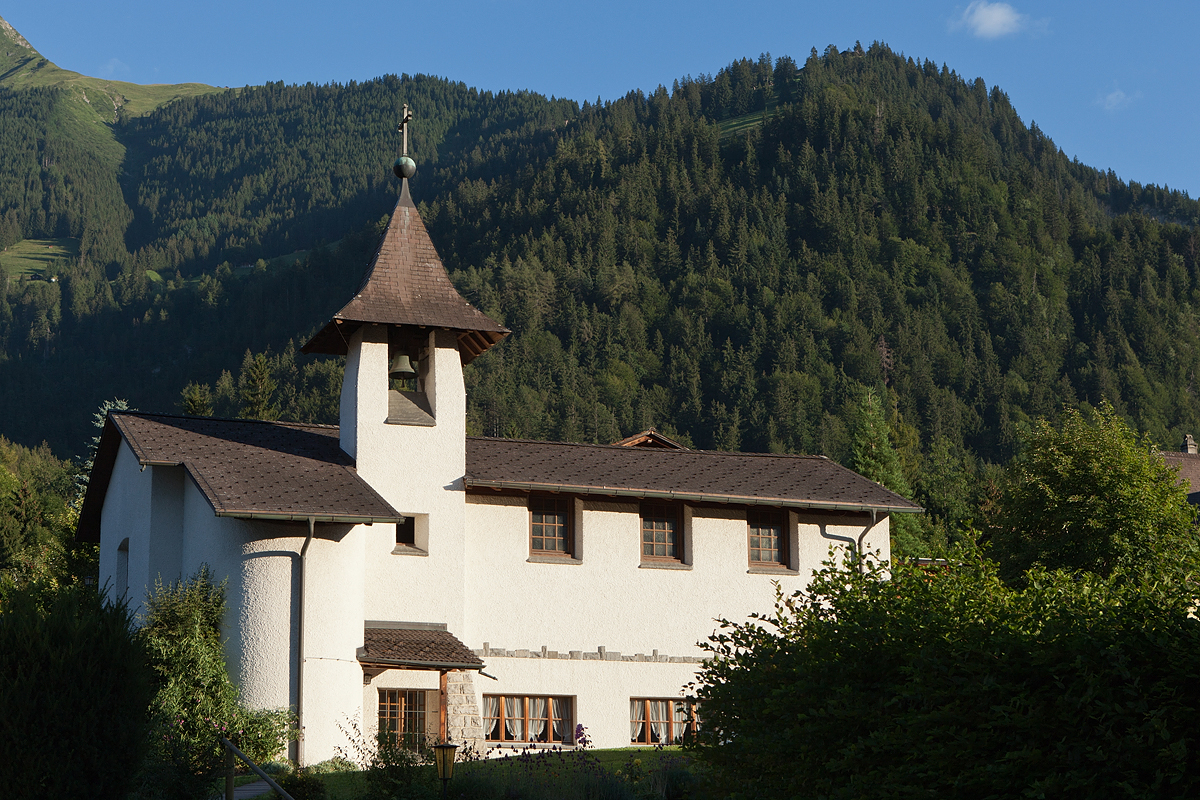
프루티겐 가톨릭 교회

2000년 인구 조사에서 로마 가톨릭 신자는 397명(6.0%)이었고, 스위스 개혁 교회는 4,586명(68.8%)이었다. 나머지 인구 중 정교회 교인 이 33명 (인구의 약 0.50%), 크리스찬 가톨릭 교회]] 교인이 1명, 다른 기독교 교회에 속한 1,886명(인구의 약 28.31%)이 있었다. 3명의 개인(또는 인구의 약 0.05%)이 유대인이었고, 135명(또는 인구의 약 2.03%)이 이슬람교였다. 불교 5명, 힌두교 29명 그리고 다른 종교에 속한 13명의 개인이 있었다. 231명(인구의 약 3.47%)이 교회에 속하지 않고, 불가지론자 또는 무신론자이며, 285명(인구의 약 4.28%)이 질문에 대답하지 않았다.

## 명소
칸더브뤼케의 전체 작은 마을과 리브뤼크/하슬리 지역은 스위스 유산 목록의 일부이다.

## 경제

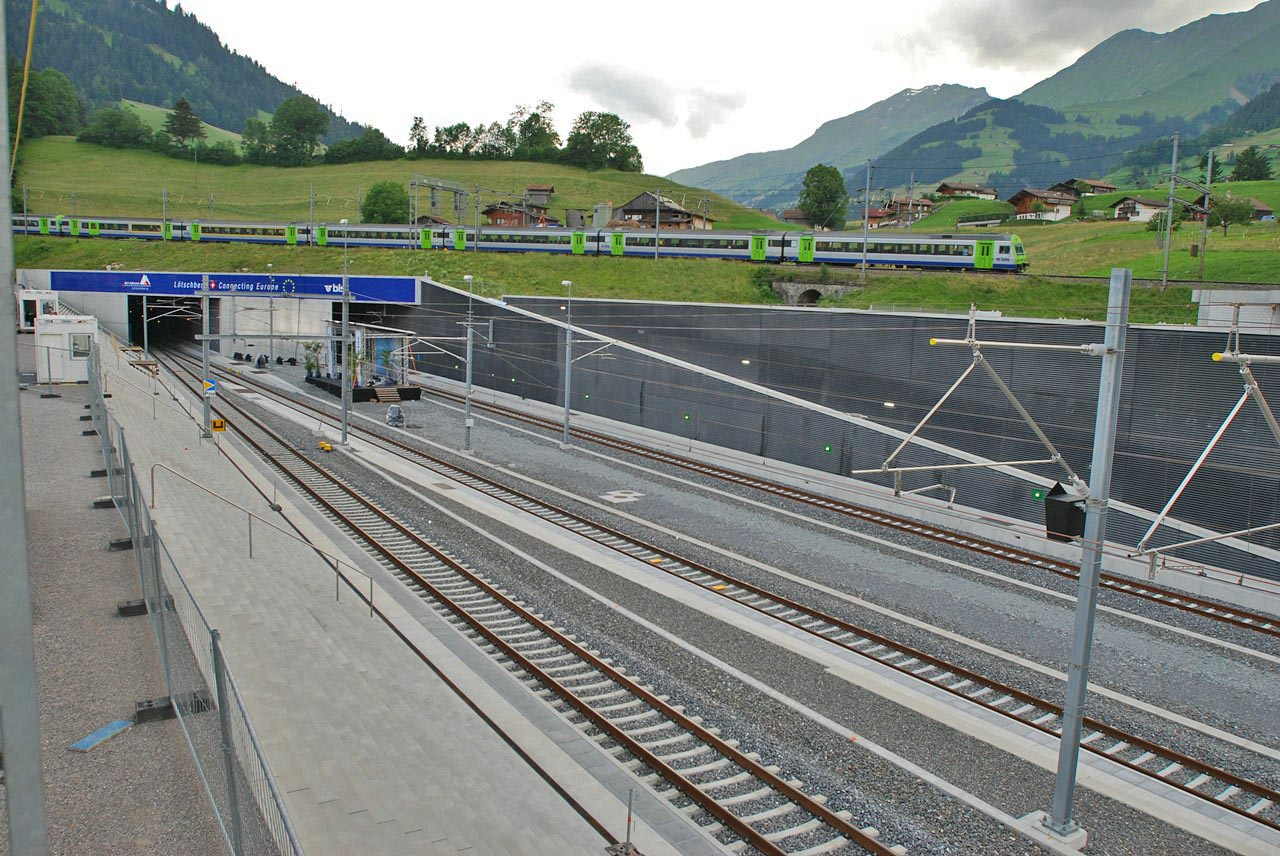
프루티겐의 북쪽 포털

오늘날 경제의 주요 초점은 수리 산업, 점판암 광산 및 관광이다.
프루티겐은 뢰치베르크 베이스 터널의 북쪽 지점에 있다. 이 터널의 지열 에너지는 이국적인 과일, 철갑상어 고기 및 캐비어를 생산하는 열대 온실인 트로펜하우스 프루티겐에 동력을 공급한다.
2011년 기준 프루티겐의 실업률은 0.99%이다. 2008년 기준으로 시정촌에 고용된 사람은 총 3,628명이다. 이 중 1차 경제 부문에 648명이 고용되었고, 이 부문에 약 225개 기업이 참여했다. 1,324명이 2차 부문에 고용되었고, 이 부문에 97개의 기업이 있었다. 1,656명이 3차 부문에 고용되었으며, 이 부문에는 184개의 기업이 있다. 시정촌 주민은 3,277명으로 일정 정도 고용되었으며, 그중 여성이 전체 노동력의 39.9%를 차지했다.
2008년에는 총 2,831명의 정규직 일자리가 있었다. 1차 부문의 일자리 수는 361개였으며, 그중 357개는 농업, 1개는 임업 또는 목재 생산, 3개는 어업 또는 어업이었다. 2차 산업의 일자리 수는 1,216개로 그 중 제조업이 885개(72.8%), 건설업이 329개(27.1%)였다. 3차 부문의 일자리는 1,254개였다. 3차 부문에서 도소매업 280개(22.3%), 자동차 수리 206개(16.4%), 호텔·레스토랑 92개(7.3%), 정보업 18개(1.4%) 등, 74개(5.9%)가 보험 또는 금융 산업, 96개(7.7%)가 기술 전문가 또는 과학자, 90개7.2%)가 교육, 280개(22.3%)가 의료 분야였다.
2000년 기준 자치단체로 통근한 근로자는 888명, 출퇴근 근로자는 1,124명이었다. 지자체는 근로자의 순수출 지자체로, 1명이 전입할 때 약 1.3명의 근로자가 지자체를 떠나고 있다. 근로 인구의 12.4%가 대중교통을 이용하여 출퇴근하고, 47.7%가 자가용을 이용하였다.

## 교통
뢰치베르크선의 프루티겐역은 프루티겐 마을에 인접해 있다. 베른, 툰, 브리크까지 기차가 운행된다. 지자체는 또한 기차역에서 벵이, 로이들렌 및 라이헨바흐 임 칸데르탈, 칸더그룬트, 블라우제, 미톨츠 및 칸더슈테크, 아히제텐 및 아델보덴까지 포스트아우토 버스 서비스를 제공한다.

## 교육
프루티겐에서는 인구의 약 2,425명(36.4%)이 필수가 아닌 고등 중등 교육을 이수했으며, 447명(6.7%)이 추가 고등 교육( 대학 또는 응용학문대학)을 이수했다. 고등 교육을 마친 447명 중 72.9%가 스위스 남성, 18.8%가 스위스 여성, 5.4%가 비스위스계 남성, 2.9%가 비스위스계 여성이었다.
베른주의 학교 시스템은 1년의 의무 없는 유치원, 6년의 초등학교를 제공한다. 이후 3년 동안의 의무적 중학교 과정을 거쳐 학생들을 능력과 적성에 따라 구분한다. 중학교 이하 학생들은 추가 교육을 받거나 견습 과정에 들어갈 수 있다.
2010-11 학년도 동안 총 873명의 학생이 프루티겐의 수업에 참석했다. 시정촌에는 총 116명의 학생이 있는 8개의 유치원 수업이 있었다. 유치원생 중 10.3%는 스위스의 영주권 또는 임시 거주자(시민권 아님)였으며, 9.5%는 교실 언어와 다른 모국어를 사용한다. 지자체에는 22개의 초등 학급과 445명의 학생이 있었다. 초등학생 중 8.1%는 스위스의 영주권 또는 임시 거주자(시민권 아님)였으며, 2.9%는 교실 언어와 다른 모국어를 사용한다. 같은 해에 총 288명의 학생이 있는 19개의 중등 학급이 있었다. 스위스의 영주권자 또는 임시 거주자(시민이 아님)가 3.8%이고, 2.1%가 교실 언어와 다른 모국어를 사용한다.
2000년 기준으로 프루티겐에는 다른 시정촌에서 온 학생이 71명이었고, 시외 학교에 다니는 거주자는 124명이었다.
프루티겐에는 프루티겐 시립 도서관이 있다. 도서관은 2008년 현재 6,983권의 책 또는 기타 매체를 보유하고 있으며, 같은 해에 23,631권을 대출했다. 그 해에는 주당 평균 12시간씩 총 253일을 열었다.